# Marone (famiglia)

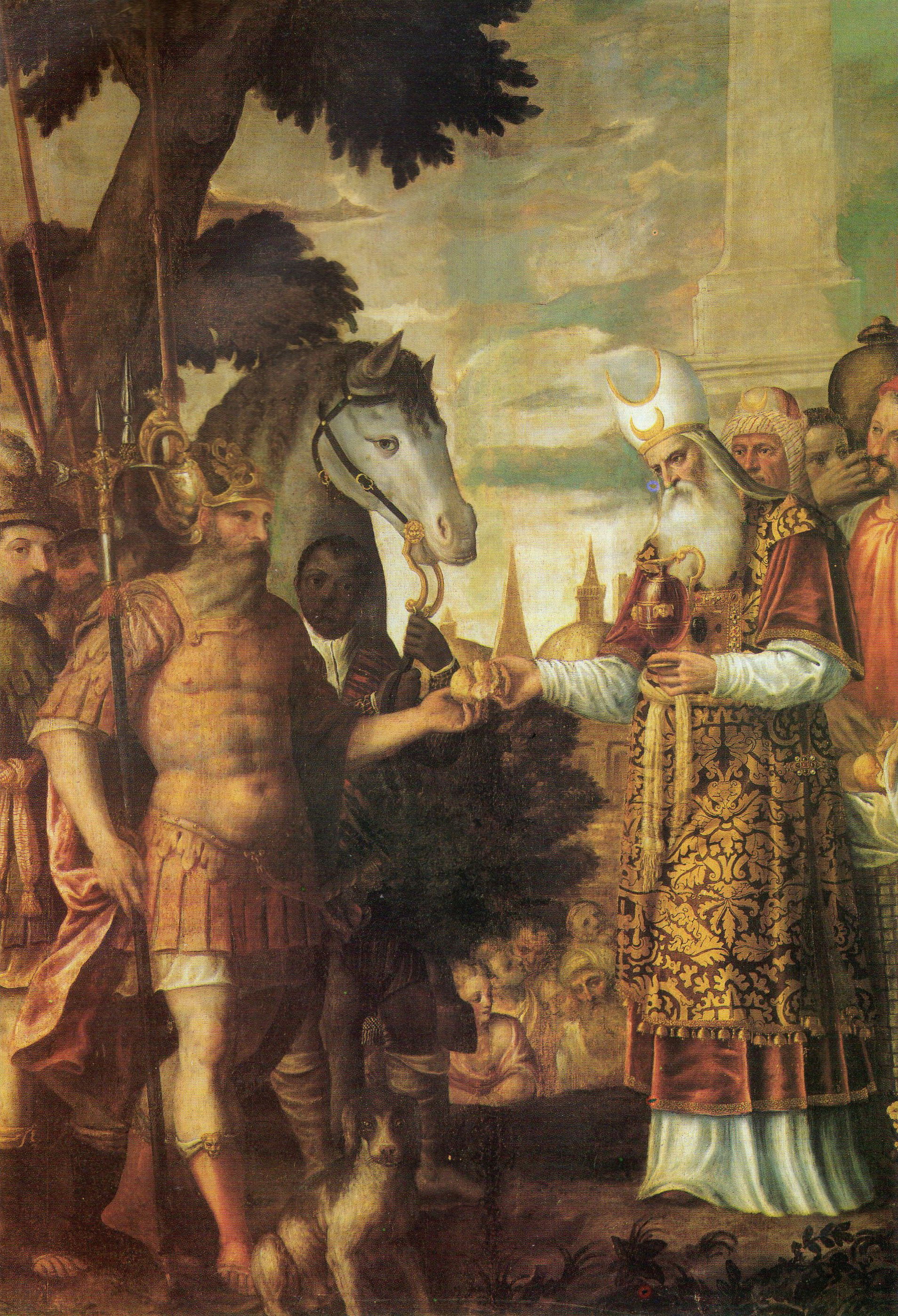
Pietro Marone, Incontro di Abramo con Melchizedek, Chiesa di San Lorenzo, Brescia.

Marone, famiglia di pittori e intagliatori bresciani, provenienti dall'omonimo comune sul lago d'Iseo.
Capostipite della famiglia fu Bernardino Marone, militare al servizio della Serenissima, morto nel 1517.

## Esponenti illustri
- Giovanni da Marone (XV secolo), pittore[2]
- Pietro Marone (XV secolo), militare
- Roberto Marone (Raffaello da Brescia) (1479-1539), scultore, figlio di Pietro
- Andrea Marone (XVI secolo), pittore
- Benedetto da Marone (1525-post 1579), pittore
- Pietro Marone (1548-1603/1625), pittore, figlio di Andrea